# Blackesjö, Halland
Blackesjö är en sjö i Kungsbacka kommun i Halland och ingår i Viskan-Rolfsåns kustområde. Sjön är 7,7 meter djup, har en yta på 0,02 kvadratkilometer och är belägen 30 meter över havet.